# Torrey
Torrey – miasto w hrabstwie Wayne w stanie Utah w Stanach Zjednoczonych. Według spisu ludności w 2000 roku liczyło 171 mieszkańców.
Miasto leży w pobliżu Parku Narodowego Capitol Reef. Ma w nim również jeden ze swoich końców droga widokowa Scenic Byway 12.